# Valdina
Valdina é uma comuna italiana da região da Sicília, província de Messina, com cerca de 1.206 habitantes. Estende-se por uma área de 2 km², tendo uma densidade populacional de 603 hab/km². Faz fronteira com Roccavaldina, Torregrotta, Venetico.

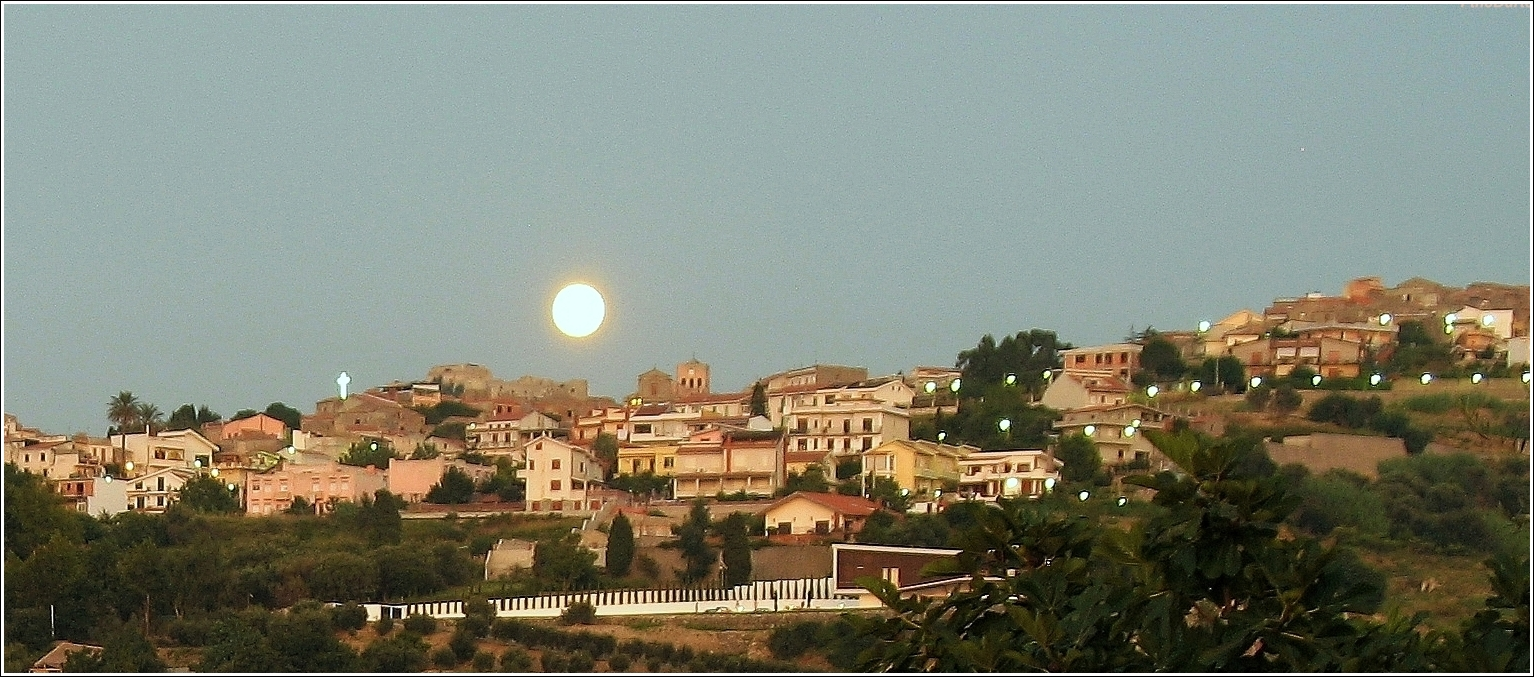
Valdina (Castle of Venetico in background).

## Demografia
| Variação demográfica do município entre 1861 e 2011                               |
|                                                                                   |
| Fonte: Istituto Nazionale di Statistica (ISTAT) - Elaboração gráfica da Wikipedia |